# Prueba de fatiga auditiva

Oído humano

La prueba de fatiga auditiva es una prueba utilizada en el campo de la audiología para detectar y medir la fatiga auditiva. Fue desarrollada por el audiólogo mexicano Raymond Carhart en 1957.
En personas con audición normal se puede oír continuamente durante 60 segundos un tono cuya intensidad es solo ligeramente por encima de su umbral absoluto de audición. La prueba de fatiga auditiva produce una medida de los "decibelios de fatiga", es decir el número de decibelios por encima del umbral absoluto de audición del paciente para que el tono pueda ser oído durante 60 segundos.
Una fatiga de entre 15 y 20 decibelios es indicativa de pérdida de audición coclear. Una fatiga de más de 25 decibelios es indicativo de daño al nervio vestibulococlear.

## Procedimiento
Un tono a una frecuencia de 4000 Hz es presentada durante 60 segundos con una intensidad de 5 decibelios por encima del umbral absoluto de audición del paciente. Si el paciente deja de oír el tono antes de los 60 segundos, el nivel de intensidad es aumentada por otros 5 decibelios. 
El procedimiento es repetido hasta que el tono pueda ser oído durante 60 segundos o hasta que no se pueda encontrar un nivel de decibelio que pueda ser oído por el paciente durante 60 segundos. El resultado se da en decibelios de fatiga.

## Interpretación de la prueba
La prueba de fatiga auditiva es un procedimiento diagnóstico potente para determinar el daño al nervio auditivo. Según un estudio de Rosenberg en 1958, los resultados de la prueba se pueden interpretar en las siguientes categorías de fatiga auditiva.
| Decibelios (dB) de fatiga auditiva | Interpretación     |
| ---------------------------------- | ------------------ |
| 0-5 dB de fatiga                   | Normal o conductor |
| 10-15 dB de fatiga                 | Suave              |
| 20-25 dB de fatiga                 | Moderado           |
| 30 a más de 35 dB de fatiga        | Fatiga marcada     |

## Lectura recomendada
- Carhart, Raymond (1957). "Determinación clínica de Adaptación Auditiva Anormal". Un.M.Un. Archivos de otolaryngology, 65 (1), pp. 32@–39. ((requiere suscripción))
- Rieber, R. W. (2013). Desórdenes de comunicación, p. 66. Salmer. ISBN 1475797605
- Stach, Brad (2008). Clínico Audiology: Una Introducción, p. 304. Cengage Aprendizaje. ISBN 0766862887

- Datos: Q1036063